# Німецька революція 1848—1849

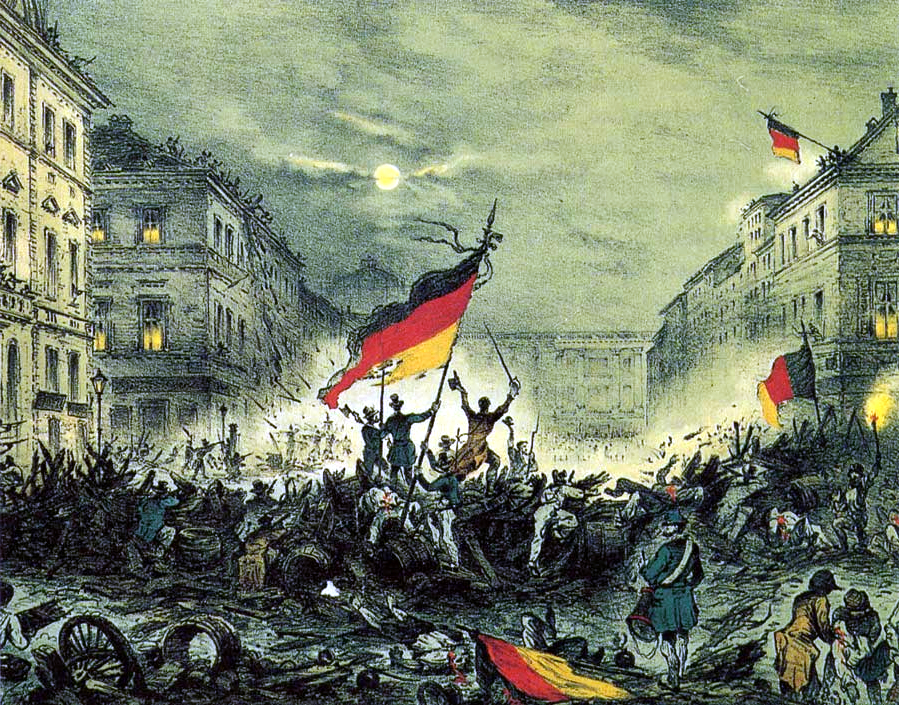
На берлінських барикадах, 19 березня 1848

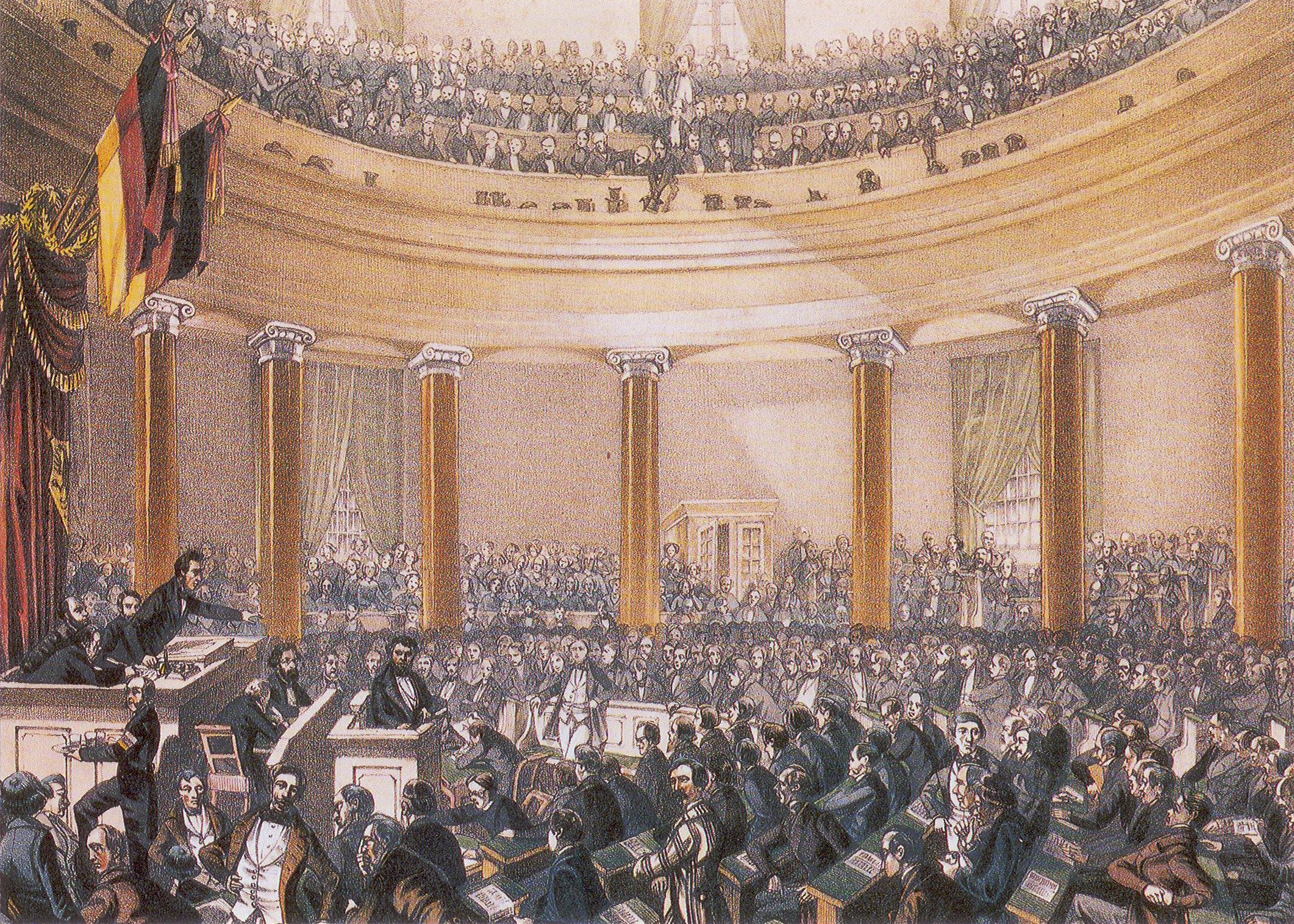
Засідання Національних зборів в Церкві Святого Павла. За трибуною — Роберт Блюм. Червень 1848

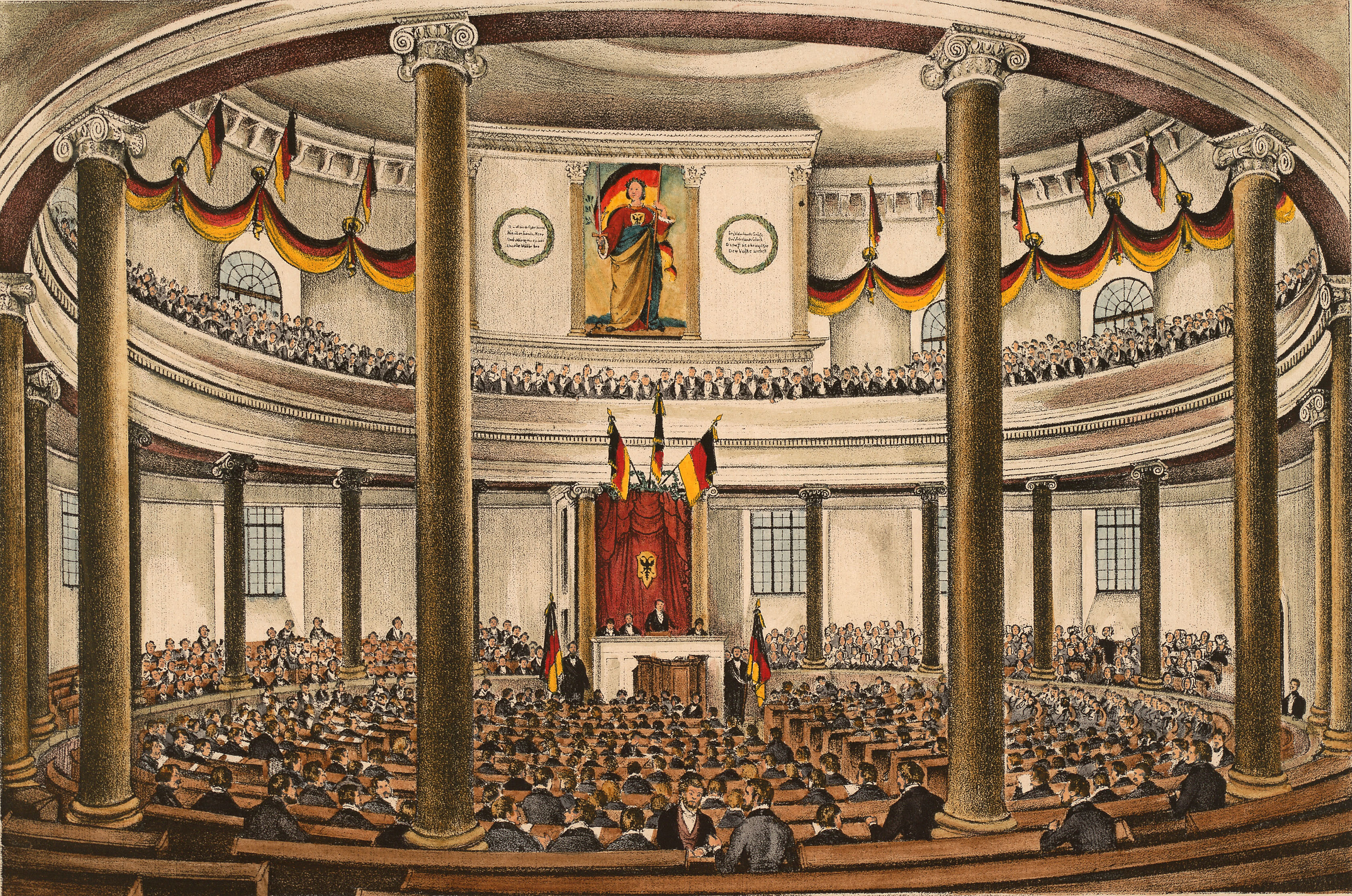
Засідання Національних зборів в Церкві Святого Павла

Революція 1848—1849 років у Німеччині (нім. Deutsche Revolution von 1848/49) або Березнева революція (нім. Märzrevolution) — революційні події, які тривали з березня 1848 до пізнього літа 1849 в Німецькому союзі, відома також під назвою «Баденська війна». Вони були частиною Весни народів.
Його головною внутрішньою пружиною стало питання про об'єднання Німеччини, усуненні втручання князів, правлячих феодалів у господарське життя німецьких держав, що відкриває шлях подальшому розвитку капіталістичних відносин. Ідеї об'єднання Німеччини знайшли широке розповсюдження серед ліберальних кіл.
Під час революції був створений перший загальнонімецький парламент — Франкфуртські національні збори і була скасована цензура.

## Історія
22 лютого 1848 р. «реформістський» бенкет (названий так тому, що опозиціонери вимагали реформи виборчого закону) національної гвардії Франції був заборонений у дванадцятому муніципальному окрузі Парижа (Друга Французька республіка), що спровокувало заколот. В результаті революції 1848 року у Франції, король Луї-Філіп I відрікся від престолу. Ці події ініціювали березневу революцію в Німеччині. На півдні і на заході країни пройшли великі збори і масові демонстрації. Головним чином, населення вимагало свободи друку, свободи зібрань і національний Німецький парламент.
У Гайдельберзі (Баден), 5 березня 1848 р., група німецьких лібералів почала готуватися до виборів у Німецький парламент. Передпарламент був зібраний 31 березня, у франкфуртській церкві Святого Павла. Його члени закликали до вільних виборів в національний Німецький парламент, на що було згодна більшість німецьких князівств.
На закінчення, 18 травня 1848 Німецький парламент відкрив свою першу сесію в церкві Святого Павла. Через те що серед 586 депутатів багато було професорів (94), вчителів (30) і тих, хто мали університетську освіту (233), його прозвали «професорським парламентом» (нім. Professorenparlament).
Справжні політики залишалися меншиною в цьому першому парламенті. Близько 400 депутатів поділялися на такі політичні фракції:
- Café Milani — Праві / Консерватори (40)
- Casino — Праві центристи / Ліберальні консерватори (120)
- Landsberg — Центристи / Лібералісти (40)
- Württemberger Hof — Ліві центристи (100)
- Deutscher Hof — Ліві / Ліберальні демократи (60)
- Donnersberg — Вкрай ліві / Демократи (40)

Проголосивши ерцгерцога Іоанна адміністратором держави не без допомоги ліберального політика Генріха фон Гагерна, парламент узявся до створення сучасної конституції, як основи для об'єднаної Німеччини.
З самого початку головними проблемами були регіоналізм, підтримка локальних питань над пангерманськими, і австро-прусські конфлікти. Ерцгерцог Іоганн Австрійський був обраний тимчасовим главою держави (імперський намісник, нім. Reichsverweser), що було спробою створення тимчасової виконавчої влади. Проте більшість німецьких князівств не визнавали новий уряд. Надалі, слабкістю парламенту стала реакція. Німецький парламент втратив багато репутації в очах німецької публіки, коли Пруссія підтримала свої власні політичні наміри в Шлезвіг-Гольштейнському питанні без попереднього його на те згоди. Те ж відбулося і тоді, коли Австрійська імперія придушила народне повстання в Відні військовою силою.
Попри це, почалися дискусії щодо майбутньої конституції. Головними питаннями були:
- Чи включати до складу об'єднаної Німеччини німецьку частину Австрії і, відповідно, конституційно відокремити ці території від решти імперії Габсбургів (Великонімецький шлях об'єднання Німеччини), або виключити Австрію, надавши керівну роль Пруссії (Малонімецький шлях об'єднання Німеччини)? В результаті, це питання було вичерпано, коли австрійський прем'єр-міністр ввів централізовану конституцію для всієї Австрійської імперії, що змусило депутатів відмовитися від своїх надій на «Велику Німеччину».
- Чи стати Німеччині спадковою монархією, виборною монархією, або ж республікою?
- Чи стати Німеччині федерацією відносно незалежних держав або централізованою державою?

Незабаром події почали випереджати дискусії. Депутат Роберт Блум був посланий до Відня своїми лівими політичними колегами з місією встановлення деталей придушення тамтешнього народного повстання військовим шляхом. Блум брав участь у вуличних боях, був заарештований і страчений 9 листопада.
У грудні 1848 «Фундаментальні права для Німецького народу» проголошували рівність всіх громадян перед законом. 28 травня 1849, ще чорнова конституція нарешті була прийнята. Новій Німеччині судилося стати конституційною монархією, і титул глави держави («імператор німців») повинен був стати спадковим і носити його повинен був відповідний король Пруссії. Ця пропозиція була підтримана не більш ніж 290 голосами за, інші 248 депутатів утрималися. Конституція була прийнята 29 маленькими державами, але не Австрією, Пруссією, Баварією, Ганновером або Саксонією.